# Теорія хвиль густини

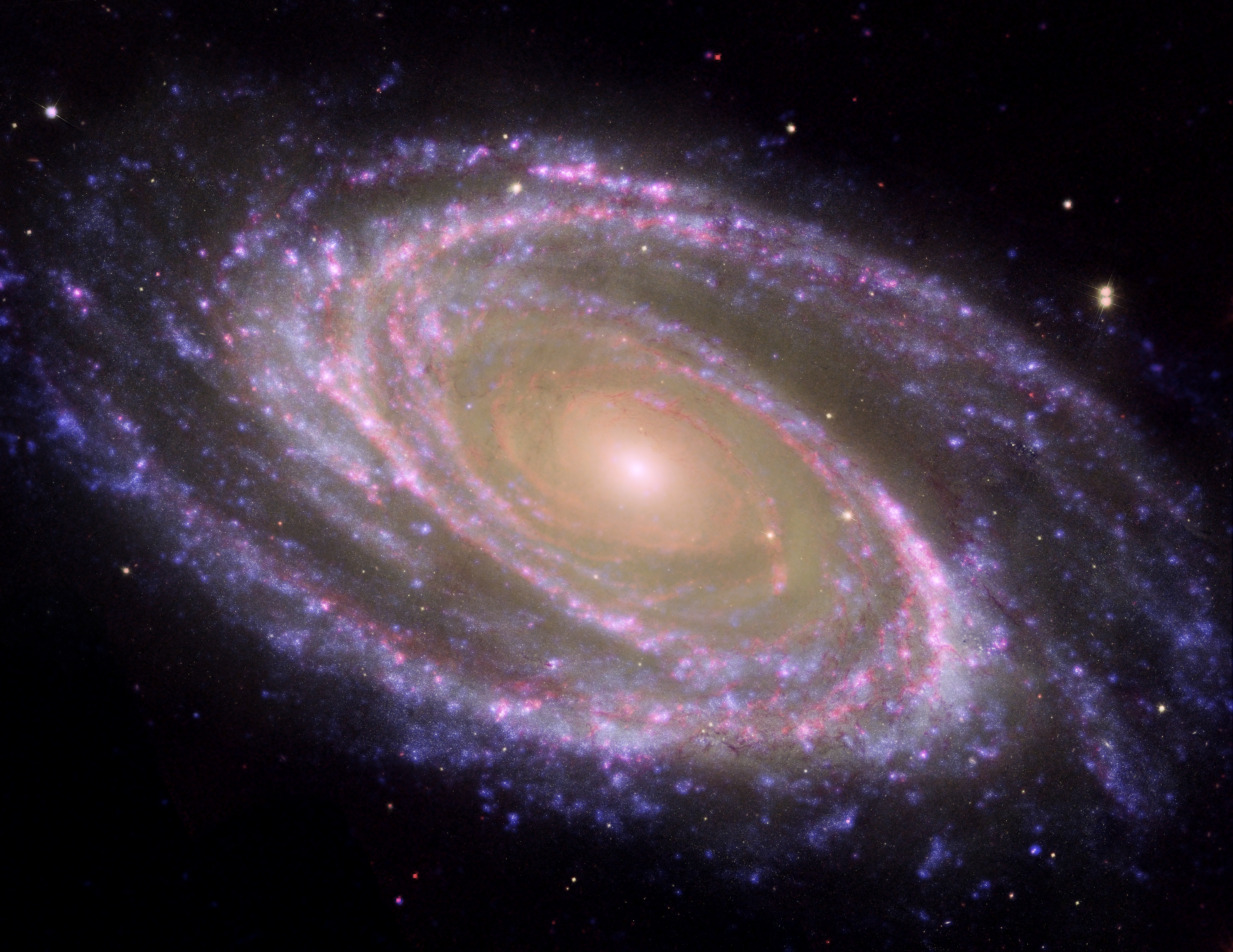
Зображення спіральної галактики M81, отримане на основі поєднання даних космічних телескопів «Габбл», «Спітцер» та GALEX.

Теорія хвиль густини — теорія, запропонована Цзяцяо Лінем та Френком Шу в середині 1960-х років для пояснення спіральної структури в спіральних галактиках. Дана теорія описує спіральну структуру як довгоживучі квазістаціонарні хвилі густини, в яких густина на 10-20 % більша за середній рівень. Ця теорія також була успішно застосована до кілець Сатурна.

## Ідея теорії

Пояснення утворення спіральних рукавів.

Спочатку астрономи розглядали ідею, за якою спіральні рукави матеріальні за своєю природою. Якби це припущення було вірним, то спіральні рукави ставали б з часом дедалі дужче закрученими, оскільки речовина поблизу центру галактики обертається швидше, ніж речовина на краю галактики. Через кілька обертів рукави б так туго закрутились, що заповнили б собою практично весь диск.
Лінь і Шу в 1964 році припустили, що спіральні рукави не є матеріальними утвореннями, а являють собою області підвищеної густини, схожими на затор на дорозі. Машини рухаються крізь такий затор: у середині його щільність машин зростає, причому сам затор практично не зсувається дорогою порівняно з рухом машин. У галактиці зорі, газ, пил та інші компоненти рухаються крізь хвилі густини, речовина піддається стисканню, а потім залишає хвилю.
Позначимо швидкість обертання спіральних рукавів через {\displaystyle \Omega _{gp}} (так що в неінерційній системі відліку, яка обертається з кутовою швидкістю {\displaystyle \Omega _{gp}}, спіральні рукави будуть нерухомими). Зорі обертаються навколо центра галактики з кутовою швидкістю {\displaystyle \Omega (R)}, яка залежить від радіуса. Лише на певній відстані {\displaystyle R_{c}} від центра Галактики, яка зветься радіусом коротації, зорі та спіральні рукави обертаються з однаковими швидкостями. Усередині радіуса коротації зорі рухаються швидше за спіральні рукави ({\displaystyle \Omega >\Omega _{gp}}), а поза радіусом коротації зорі рухаються повільніше за спіральний візерунок ({\displaystyle \Omega <\Omega _{gp}}). Можна помітити, що у разі спірального візерунка, що складається з m гілок, зоря на галактоцентричній відстані R рухатиметься крізь спіральну структуру з частотою {\displaystyle m(\Omega _{gp}-\Omega (R))}. Гравітаційна взаємодія між зорями може підтримувати спіральну структуру лише в тому разі, якщо частота, з якою зоря проходить через спіральні рукави, не перевищує епіциклічної частоти зорі {\displaystyle \kappa (R)}. Це означає, що довготривала спіральна структура може існувати тільки між внутрішнім та зовнішнім резонансами Ліндблада, радіуси яких визначаються з рівностей {\displaystyle \Omega (R)=\Omega _{gp}+\kappa /m} і {\displaystyle \Omega (R)=\Omega _{gp}-\kappa /m}.
- Анімація 1: у припущенні спіральних рукавів як матеріальних утворень галактика повинна обертатися навколо центру ґк тверде тіло, щоб підтримувати постійну спіральну структуру; такі припущення суперечать спостережним даним.
- Анімація 2: як показав Б. Ліндблад, диференціальне обертання галактики протягом декількох обертів зробить спіральні рукави дуже туго закрученими, якщо розглядати спіральну структуру, що складається з фіксованої концентрації маси.
- Анімація 3: орбіти зір, що передбачаються теорією хвиль густини, дозволяють існувати стійким спіральним рукавам. В процесі орбітального обертання зорі входять в спіральний рукав і потім залишають його.

## Інші застосування теорії
Теорія хвиль густини також пояснює ряд інших спостережних даних про спіральні галактики: упорядковане розташування хмар нейтрального водню та пилових смуг на внутрішніх краях спіральних рукавів, існування молодих масивних зір та областей іонізованого водню в рукавах. Коли хмари газу та пилу входять у хвилю густини і піддаються стисканню, темп зореутворення збільшується, оскільки параметри деяких хмар у подібних умовах задовільняють критерію гравітаційної нестійкості і в результаті колапсу хмари утворюють зорі. Оскільки зореутворення відбувається не миттєво, то молоді зорі розташовуються за хвилями густини. Гарячі OB-зорі йонізують газ міжзоряного середовища, створюючи області йонізованого водню. Такі зорі мають порівняно малий час життя і припиняють існування раніше, ніж залишать хвилю густини. Дрібніші червоні зорі живуть довше і встигають залишити хвилю густини і розподілитись по всьому диску галактики.

## Система кілець Сатурна

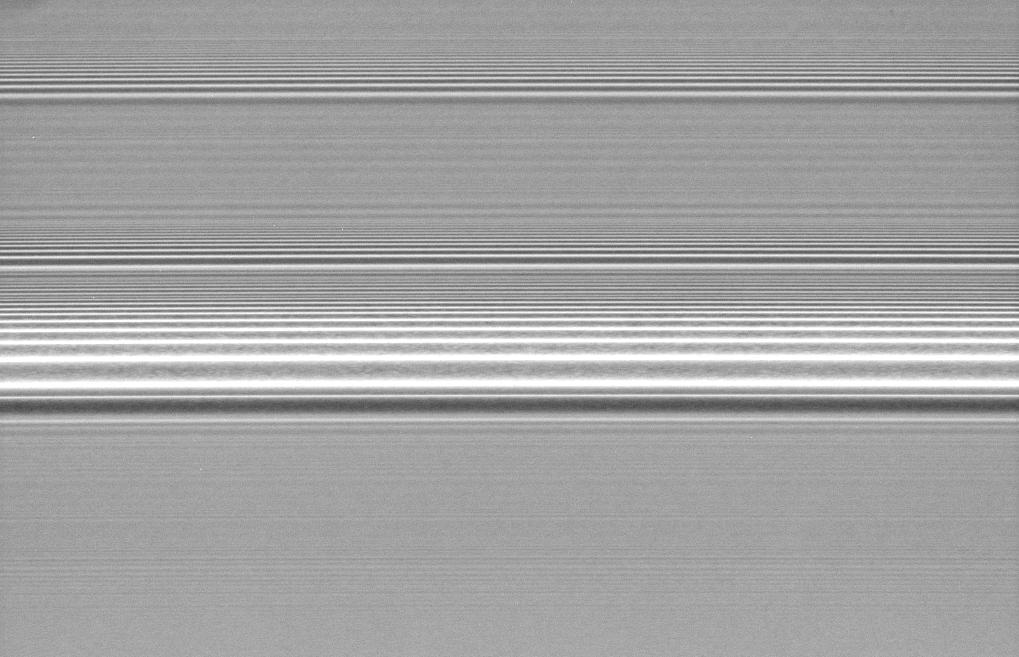
Хвилі густини в кільці A Сатурна, викликані орбітальними резонансами з близькими супутниками Сатурна.

Починаючи з кінця 1970-х років Пітер Голдрайх, Френк Шу та інші астрономи застосовували теорію хвиль густини до дослідження кілець Сатурна. Кільця Сатурна (особливо кільце A) містять велику кількість спіральних хвиль густини, пов'язаних із резонансами із супутниками Сатурна. Спіральні хвилі в кільцях Сатурна набагато щільніше закручені в порівнянні зі спіральними рукавами дисків галактик, що є наслідком високої маси Сатурна в порівнянні з масою кілець. Місія «Кассіні — Гюйгенс» виявила дуже малі хвилі густини, створювані супутниками Паном та Атласом, а також резонансами вищих порядків із масивними супутниками Сатурна. Також були виявлені хвилі, що з часом змінюють форму через зміну орбіт Януса і Епіметея.